# Saint-Julien-Chapteuil
Saint-Julien-Chapteuil là một xã thuộc tỉnh Haute-Loire trong vùng Auvergne-Rhône-Alpes ở nam trung bộ nước Pháp. Khu vực này có độ cao trung bình 821 mét trên mực nước biển. Theo điều tra dân số năm 1999 của INSEE có dân số 1804 người.